# Kabel eins
A Kabel eins (vagy: Kabel 1) egy német kereskedelmi televíziócsatorna, amely ProSiebenSat.1 Media AG tulajdonában áll. 1992. február 29-én indult Kabelkanal néven, 1994. december 24-én vette fel a Kabel 1 nevet. FTA - csatorna, azaz szabadon vehető, így Magyarország területén is ingyenesen lehet fogni.
Indulása óta műholdról sugároz: kezdetben a keleti 13°-on üzemelő Eutelsat holdról, 1995. április 7-től a keleti 19.2 fokon üzemelő ASTRA 1-ről. A központ ugyan Németországban van, de a fent említett műholdon találkozhatunk osztrák és svájci reklámblokkos változattal is. 2010. január 31-én elindította nagyfelbontású, HD programját is, szintén a keleti 19.2 fokon üzemelő Astráról.

## Műsorok
Főként filmek, sorozatok szerepelnek a műsorán, de telefonos játékokkal, teleshoppal, és dokumentumfilm-sorozatokkal, vígjátéksorozatokkal is találkozhatunk. Egyetlen híradója van, a délutáni órákban. Általában 16:00 körül kezdődik, de ez az időpont az előtte lévő műsorok hosszától függően változik.

### Sorozatok
A farm, ahol élünk
Bűbájos boszorkák
Quincy
Cosby-show
Alf
Két pasi meg egy kicsi
Egy rém rendes család
Életem értelmei
NCIS
Gyilkos számok
Szellemekkel suttogó
A médium
Döglött akták
Castle
A férjem védelmében
Skorpió - Agymenők akcióban
Sherlock és Watson
NCIS: Los Angeles
Rosewood
A mentalista

### Dokumentumfilm-sorozatai
Életkaland (Abenteuer Leben)
A rend őrei bevetésen
K1 Magazin
K1 Riport
Autókaland (Abenteuer Auto)
Az én körzetem (Mein Revier)
Házi barkácsok
A világ legszigorúbb szülei (Die strengsten Eltern der Welt)

## Cartoon Network
A csatornán 2005-ben indult a Cartoon Network-blokk, amely azóta is műsoron van. A műsorblokk ideje alatt a Cartoon Network arculata (Check it.) keveredik a Kabel eins arculatával.